# Akademia Familijna

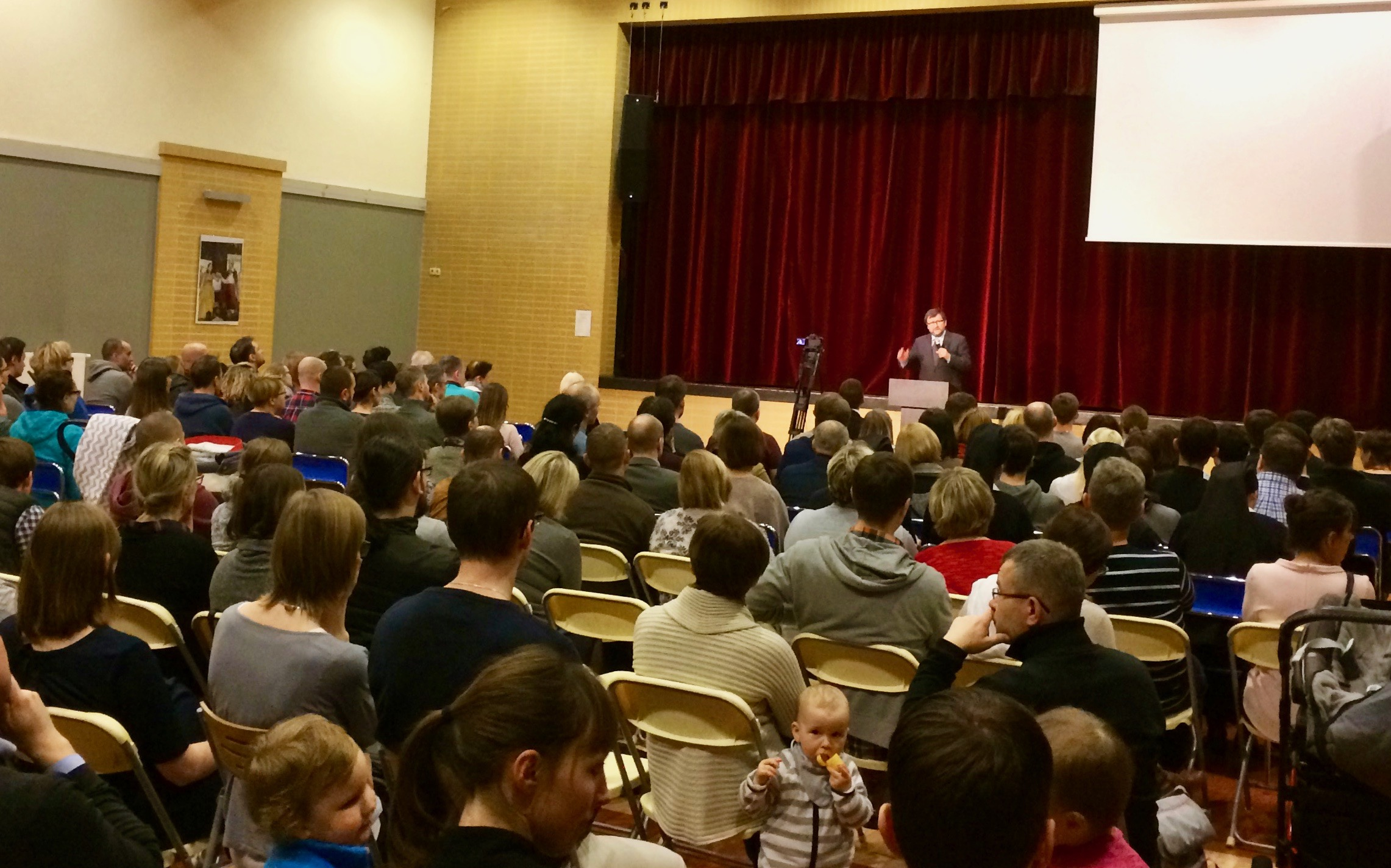
Dr J. Pulikowski podczas konferencji Akademii Familijnej w Józefowie (2018)

Akademia Familijna – międzynarodowa sieć kursów wychowawczych dla rodziców, organizowanych na zasadzie non-profit. Jest obecna w 43 krajach świata, prowadzona przez krajowe stowarzyszenia zakładane przez rodziców. Licencji udziela organizacja IFFD.
Wykłady Akademii Familijnej organizowane są przez rodziców dla rodziców. Pomysłodawcą tego typu szkoleń był hiszpański inżynier i przedsiębiorca Rafael Pich-Aguilera.
W Polsce Akademia Familijna działa od 2003. Za kursy Akademii Familijnej w Polsce odpowiada Stowarzyszenie Akademia Familijna. Zarząd stowarzyszenia tworzą Janusz Wardak (prezes), Katarzyna Astrachancew oraz Piotr Rydzik.
Jest obecna w następujących miastach: Warszawa, Poznań, Kraków, Gdańsk, Szczecin, Radom, Rzeszów, Wrocław, Toruń, Katowice. Jak można przeczytać na stronie Akademii, w latach 2003-2012 w kursach wzięło udział ok. 1300 małżeństw z całej Polski.